# Ланцюг вартості
Ланцюг вартості — це сукупність видів діяльності, які фірма, що працює в певній галузі, виконує з метою постачання цінного продукту (тобто товару та/або послуги) для ринку. Концепція походить від управління бізнесом і вперше була описана Майклом Портером у його бестселері 1985 року «Конкурентна перевага: створення і підтримка найвищої продуктивності».
Поняття ланцюгів вартості, як інструментів підтримки прийняття рішень, було додано до парадигми конкурентних стратегій, розробленої Портером ще в 1979 році. У ланцюгах вартості Портера вхідна логістика, операції, вихідна логістика, маркетинг і продажі та сервіс класифікуються як основні види діяльності. До вторинних видів діяльності належать закупівля, управління людськими ресурсами, технологічний розвиток та інфраструктура. (Porter, 1985, с. 11—15)
Згідно з повідомленнями Генерального секретаря (Gurría, 2012) виникнення глобального ланцюга вартості (GVCs) в кінці 1990-х років забезпечило каталізатор для прискореної зміни на полі міжнародних інвестицій і торгівлі, з великими, далекосяжними наслідками від урядів, а також підприємств. (Gurría, 2012)

## Рівень міцності

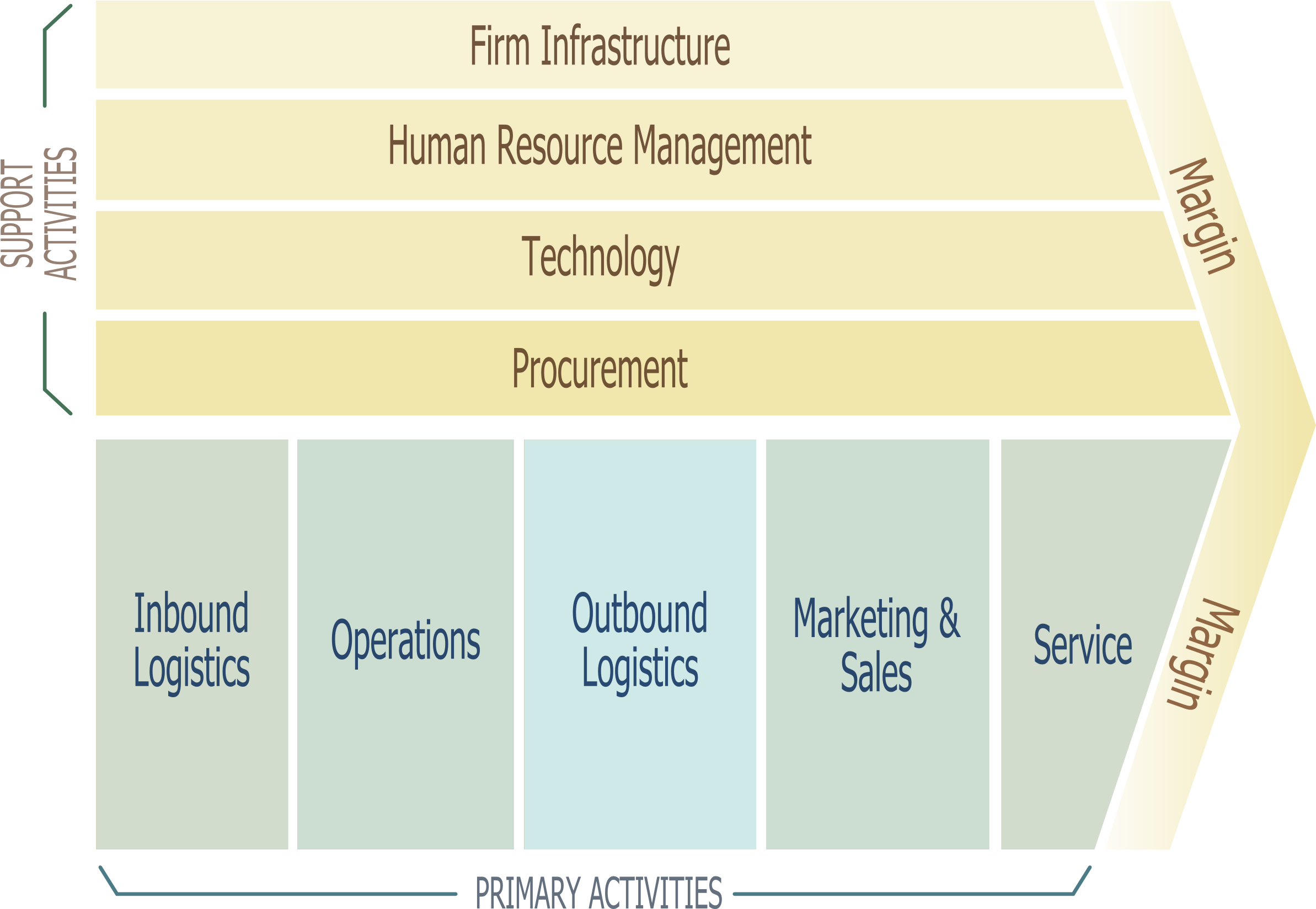
Ланцюг вартості Майкла Портера

Відповідним рівнем для побудови ланцюга вартості є ділова одиниця, а не підрозділ або корпоративний рівень. Продукція проходить через ланцюг діяльностей по черзі, і в процесі кожної діяльності товар набуває певної вартості. Ланцюг діяльності надає продуктам більшої вартості, ніж сума вартості всіх видів діяльності.
Діяльність алмазного різака може проілюструвати різницю між вартістю та ланцюгом вартості. Ріжуча діяльність може мати низьку вартість, але ця діяльність додає великої вартості кінцевому продукту, оскільки неочищений алмаз значно менш цінний, ніж огранований алмаз. Як правило, описаний ланцюг вартості, документування процесів, оцінка та аудит дотримання процедурних процесів лежать в основі сертифікації якості бізнесу, наприклад ISO 9001. Ланцюг вартості фірми є частиною більшого потоку діяльності, яку Портер називає системою цінностей. Система цінностей або галузевий ланцюг вартості включає постачальників, які надають фірмі необхідні ресурси разом із їх ланцюгами вартості. Після того, як фірма створює продукцію, ця продукція проходить через ланцюги вартості дистриб'юторів (які також мають власні ланцюги вартості), аж до споживачів. Всі частини цих ланцюгів включені в систему цінностей. Щоб досягти та підтримати конкурентну перевагу та підтримати цю перевагу за допомогою інформаційних технологій, фірма повинна розуміти всі компоненти цієї системи цінностей.[джерело?] 

### Основні види діяльності
Усі п'ять основних видів діяльності мають велике значення для додавання вартості та створення конкурентних переваг, і це:
- Вхідна логістика: організація вхідного переміщення матеріалів, деталей та/або готової матеріальної бази від постачальників до виробничих підприємств або підприємств збірки, складів або роздрібних магазинів.
- Операції: пов'язані з управлінням процесу, який перетворює вкладені ресурси (у вигляді сировини, праці та енергії) у випуск (у вигляді товарів та/або послуг).
- Вихідна логістика: процес, пов'язаний із зберіганням та переміщенням кінцевого продукту та пов'язаними інформаційними потоками від кінця виробничої лінії до кінцевого споживача.
- Маркетинг та продажі: продаж продуктів та процесів для створення, спілкування, доставки та обміну пропозиціями, які мають цінність для покупців, клієнтів, партнерів та суспільства в цілому.
- Сервіс: включає всі заходи, необхідні для ефективної роботи товару для покупця після його продажу та доставки.

Компанії можуть використовувати конкурентні переваги в будь-якому з п'яти видів діяльності в ланцюзі вартості. Наприклад, створюючи високоефективну вихідну логістику або зменшуючи витрати на доставку компанії, це дозволяє або отримати більший прибуток, або передати заощадження споживачеві за нижчих цін.

### Допоміжні види діяльності
Використання допоміжних видів діяльності допомагає зробити основні види діяльності більш ефективними. Збільшення будь-якого з п'яти допоміжних видів допомагає принаймні одному основному виду діяльності працювати ефективніше.
- Інфраструктура: складається таких видів діяльності, як бухгалтерський облік, корпоративне право, фінанси, контроль, зв'язки з громадськістю, забезпечення якості та загальний (стратегічний) менеджмент.
- Технологічний розвиток: стосується обладнання, апаратного забезпечення, програмного забезпечення, процедур та технічних знань, використаних при перетворенні фірмою вхідних даних у вихідні.
- Управління персоналом: складається з усіх видів діяльності, пов'язаних з наймом, навчанням, розвитком, компенсацією та (за необхідності) звільненням персоналу.
- Постачання: придбання товарів, послуг або робіт із зовнішнього джерела. У цій галузі компанія також приймає рішення про закупівлі.

### Віртуальний ланцюг вартості
Віртуальний ланцюг вартості, створений Джоном Свіокла та Джеффрі Рейпорт, — це бізнес модель розповсюдження інформаційних послуг, що генерують вартість у розширеному підприємстві. Цей ланцюг вартості починається із вмісту, що постачається провайдером, який потім розповсюджується та підтримується інформаційною інфраструктурою; внаслідок цього постачальник  забезпечує фактичну взаємодію з клієнтом. Він підтримує фізичний ланцюг вартості закупівель, виробництва, розподілу та продажів традиційних компаній.

## Галузевий рівень
Галузевий ланцюг вартості — це фізичне представлення різних процесів, пов'язаних із виробництвом товарів (і послуг), починаючи з сировини і закінчуючи доставленим продуктом (також відомим як ланцюг постачання). Він базується на понятті вартості на рівні посилання. Загальна сума вартості на рівні зв'язків дає загальну вартість. Tableau économique французьких фізіократів є одним з прикладів ланцюга вартості. Опубліковані в 1950-х роках таблиці входу-виходу Василія Леонтьєва містять оцінки відносної важливості кожної окремої ланки в ланцюгах вартості на галузевому рівні для економіки США.

## Глобальні ланцюги вартості

### Транскордонні / міжрегіональні ланцюги вартості
Часто транснаціональні корпорації (ТНК) розвивали глобальні ланцюги вартості, інвестуючи закордон та створюючи філії, які забезпечували максимальну підтримку решти видів діяльності вдома. Щоб підвищити ефективність та оптимізувати прибуток, транснаціональні підприємства розміщують діяльність досліджень, розробок, проектування, складання, виготовлення деталей, маркетингу та брендингу в різних країнах світу. Наприклад, MNEs здійснюють офшорну трудомістку діяльність в Китаї та Мексиці, де вартість робочої сили є найнижчою. (Gurría, 2012) Поява глобальних ланцюгів вартості (GVCs) наприкінці 1990-х років стало каталізатором для прискорених змін на полі міжнародних інвестицій та торгівлі, що мало серйозні далекосяжні наслідки для урядів, а також підприємств. (Gurría, 2012)

### Глобальні ланцюги вартості у розвитку
Завдяки глобальним ланцюгам вартості спостерігається зростання взаємозв'язку, оскільки MNEs відіграють дедалі більшу роль у інтернаціоналізації бізнесу. У відповідь уряди знизили ставки податку на прибуток підприємств (CIT) або запровадили нові стимули для досліджень та розробок, щоб конкурувати на цьому змінному геополітичному полі. (LeBlanc, Matthews та Mellbye, 2013, с. 6)
В контексті (промислового) розвитку поняття глобального аналізу ланцюга вартості вперше було введене в 1990-х роках (Gereffi та ін.) і поступово були інтегровані в політику розвитку Світовим банком, Unctad ОЕСР і інші.
Аналіз ланцюга вартості також застосовується у секторі розвитку, як засіб визначення стратегій зменшення бідності шляхом модернізації по ланцюзі вартості. Проте, зазвичай асоціюється з експортно-орієнтованою торгівлею, фахівці з розвитку почали наголошувати на важливості розвитку національних та внутрішньорегіональних мереж на додаток до міжнародних.
Наприклад, Міжнародний науково-дослідний інститут сільськогосподарських культур для напівсухих тропіків (ICRISAT) досліджував зміцнення ланцюга вартості солодкого сорго як біопаливної культури в Індії. Метою цього було забезпечити стійкі засоби виробництва етанолу, який збільшив би доходи селянства, не жертвуючи продовольчою та фуражною безпекою, одночасно захищаючи навколишнє середовище.

## Значимість
Структура ланцюга вартості швидко вийшла на перший план управлінської думки, як потужного інструменту аналізу стратегічного планування. Більш проста концепція планування потоку вартості, міжфункціональний процес, який був розроблений протягом наступного десятиліття мав певний успіх на початку 1990-х.
Концепція ланцюга вартості була розширена за межі окремих фірм. Він може застосовуватися до цілих ланцюгів поставок та розподільчих мереж. Надання комплексу продуктів (товарів та послуг) кінцевому споживачеві мобілізує різні економічні фактори, кожен з яких керує своїм ланцюгом вартості. Загальногалузеві синхронізовані взаємодії цих локальних ланцюгів вартості створюють розширений ланцюг вартості, іноді розширений певною мірою. Портер називає цю більш взаємопов'язану систему ланцюгів вартості «системою цінностей». Система цінностей включає ланцюги вартості постачальника фірми (та їх постачальників до зворотного шляху), саму фірму, канали розповсюдження фірми та покупців фірми (і, мабуть, поширюється на покупців їх продукції тощо).
Охоплення вартості, створеної по ланцюзі, є новим підходом, який застосовується багатьма стратегами управління. Наприклад, виробник може вимагати, щоб постачальники деталей розташовувались поблизу його складального заводу, щоб мінімізувати витрати на транспортування. Використовуючи інформацію нижньої течії та верхньої течії, що протікає по ланцюзі вартості, фірми можуть спробувати обійти посередників, що створюють нові бізнес-моделі, або іншими способами вдосконалити свою систему цінностей.
Аналіз ланцюга вартості також успішно застосовується у великих організаціях з обслуговування нафтохімічних заводів, щоб показати, як вибір роботи, проектування роботи, планування роботи та, нарешті, виконання роботи можуть (якщо розглядаються, як елементи ланцюгів) допомогти стимулювати підходи до технічного обслуговування. Підхід ланцюга підтримки вартості є особливо успішним, якщо він використовується як інструмент для управління змінами, оскільки він вважається більш зручним для користувачів, ніж інші інструменти бізнес-процесів.
Підхід ланцюга вартості також може запропонувати значущу альтернативу для оцінки приватних або державних компаній, коли бракує загальновідомих даних від прямої конкуренції, коли суб'єктну компанію порівнюють, наприклад, з відомою галуззю потоку, щоб добре відчувати її цінність шляхом побудови корисних кореляційних зв'язків із її компаніями, що працюють на вищому рівні.
Більше того, він може запропонувати розуміння того, як електронна комерція та м-комерція (мобільна комерція) додають вартості потоку діяльності та процесів, пов'язаних з ринками бізнесу та споживачів.
У 2019 році компанія AXELOS випустила ITIL 4. До ITIL 4 входить ланцюг вартості послуг і є її центральним елементом.

## Використання з іншими інструментами аналізу
Після аналізу вартості та визначення частин організації, інші моделі можуть бути використані у поєднанні з ланцюгом вартості для оцінки того, як ці сфери можна або вдосконалити, або використати капітал. Наприклад, SWOT-аналіз може бути використаний в рамках функції «вихідна логістика», щоб зрозуміти, якими є його сильні та слабкі сторони, і які можуть бути можливості для вдосконалення цієї сфери, або виявити загрози, які можуть бути критичними для вартості системи доставки.
Подібним чином, інші моделі можуть бути використані для оцінки ефективності, ризику, потенціалу ринку, екологічних відходів тощо.

## SCOR
Supply-Chain рада — глобальний торговий консорціум, що працює з понад 700 компаніями-членами, урядовими, академічними та консалтинговими групами, що брали участь за останні 10 років, керує Supply-Chain Operations Reference (SCOR), фактично універсальною еталонною моделлю для ланцюга постачання, включаючи планування, закупівлі, виробництво, управління замовленнями, логістику, повернення товару та роздрібну торгівлю, дизайн продуктів та послуг, включаючи планування дизайну, дослідження, створення прототипів, інтеграцію, запуск, перегляд та продажі, включаючи CRM, сервісну підтримку, продажі та управління контрактами, що відповідає структурі Портера. Структура SCOR була прийнята сотнями компаній, а також національними структурами в якості стандарту для досконалості бізнесу, а Міністерство оборони США прийняло нещодавно запущену в експлуатацію Design-Chain Operations Reference (DCOR) для дизайну продукції як стандарт для використання для управління процесами їх розвитку. На додаток до елементів процесу, ці довідкові системи також підтримують величезну базу даних стандартних метрик процесу, узгоджених з моделлю Портера, а також велику та постійно досліджувану базу даних універсальних найкращих практик виконання процесів.